# Budgie (Modellauto)

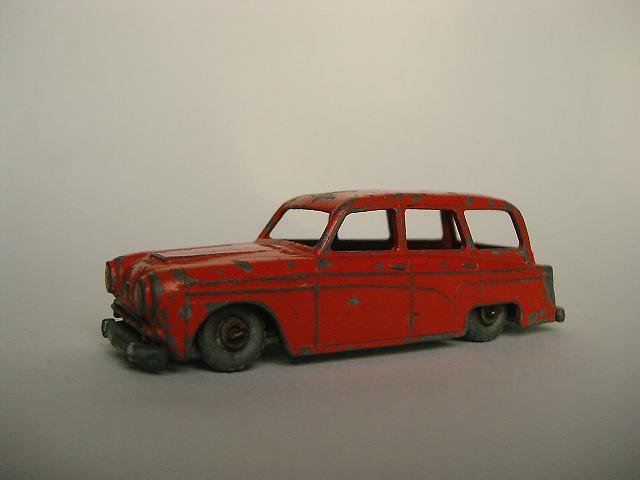
Morestone/Budgie Austin Westminster Countryman estate.

Unter dem Namen Budgie wurden ab 1956 Modellautos verschiedener englischer Firmen vertrieben.  Die Modelle waren in Größe und Beschaffenheit denen der Matchbox-Modelle der Firma Lesney ähnlich. Ein offensichtlicher Unterschied besteht jedoch darin, dass die Böden vieler Budgie-Modelle nicht mit dem Aufbau vernietet waren, sondern mit je zwei Zapfen pro Seite in den Aufbau eingesteckt wurden.
Der gleichnamige Spielzeughersteller Budgie Toys ging aus dem Vorgänger Morestone hervor, nach dem viele Modelle noch benannt sind. Die Spielzeugmanufaktur hatte ihren Sitz in London und spezialisierte sich auf Wagen, Kutschen und später auf alle Arten von Miniaturautos und -trucks.